# Urbanitatis veteris
Urbanitatis veteris ist eine Enzyklika von Papst Leo XIII. vom 20. November 1901, er wendet sich an den Erzbischof und Bischöfe der lateinischen Kirche in Griechenland und nimmt Stellung zur „Gründung eines Priesterseminars in Athen“.
Nach der Gründung eines Kollegiums bei Athen, in dem katholische junge Männer die griechische Sprache erlernen sollten, genehmigt Papst Leo XIII. den Antrag des lateinischen Episkopats in Griechenland, in Athen ein Priesterseminar zu gründen, in welchem nur junge Kleriker, griechischer Herkunft und anderer Oststaaten, den lateinischen Ritus erlernen sollen.
Der Papst sagt weiterhin zu, dass noch eine genauere Verfahrensweise in einem anderen Brief mitgeteilt würde, des Weiteren sichert er eine tatkräftige Unterstützung zu und verweist auf die bereits von seinen Vorgängern wohlwollende Anerkennung der griechischen Geschichte.